# Геленкамп
Геленкамп (њем. Gölenkamp) општина је у њемачкој савезној држави Доња Саксонија. Једно је од 26 општинских средишта округа Графшафт Бентхајм. Према процјени из 2010. у општини је живјело 628 становника. Посједује регионалну шифру (AGS) 3456007.

## Географски и демографски подаци
Геленкамп се налази у савезној држави Доња Саксонија у округу Графшафт Бентхајм. Општина се налази на надморској висини од 19 метара. Површина општине износи 21,0 km². У самом мјесту је, према процјени из 2010. године, живјело 628 становника. Просјечна густина становништва износи 30 становника/km².

## Међународна сарадња
| Мјесто   | Држава    | Врста сарадње | Од    |
| -------- | --------- | ------------- | ----- |
| Туберген | Холандија | партнерство   | 1981. |
| Извор    |           |               |       |